# Georges Dufaud
Pour les articles homonymes, voir Dufaud.
Georges Dufaud, né à Nevers le 27 décembre 1777, décédé le 20 juillet 1852, est un industriel et homme d’affaires français.

## Biographie

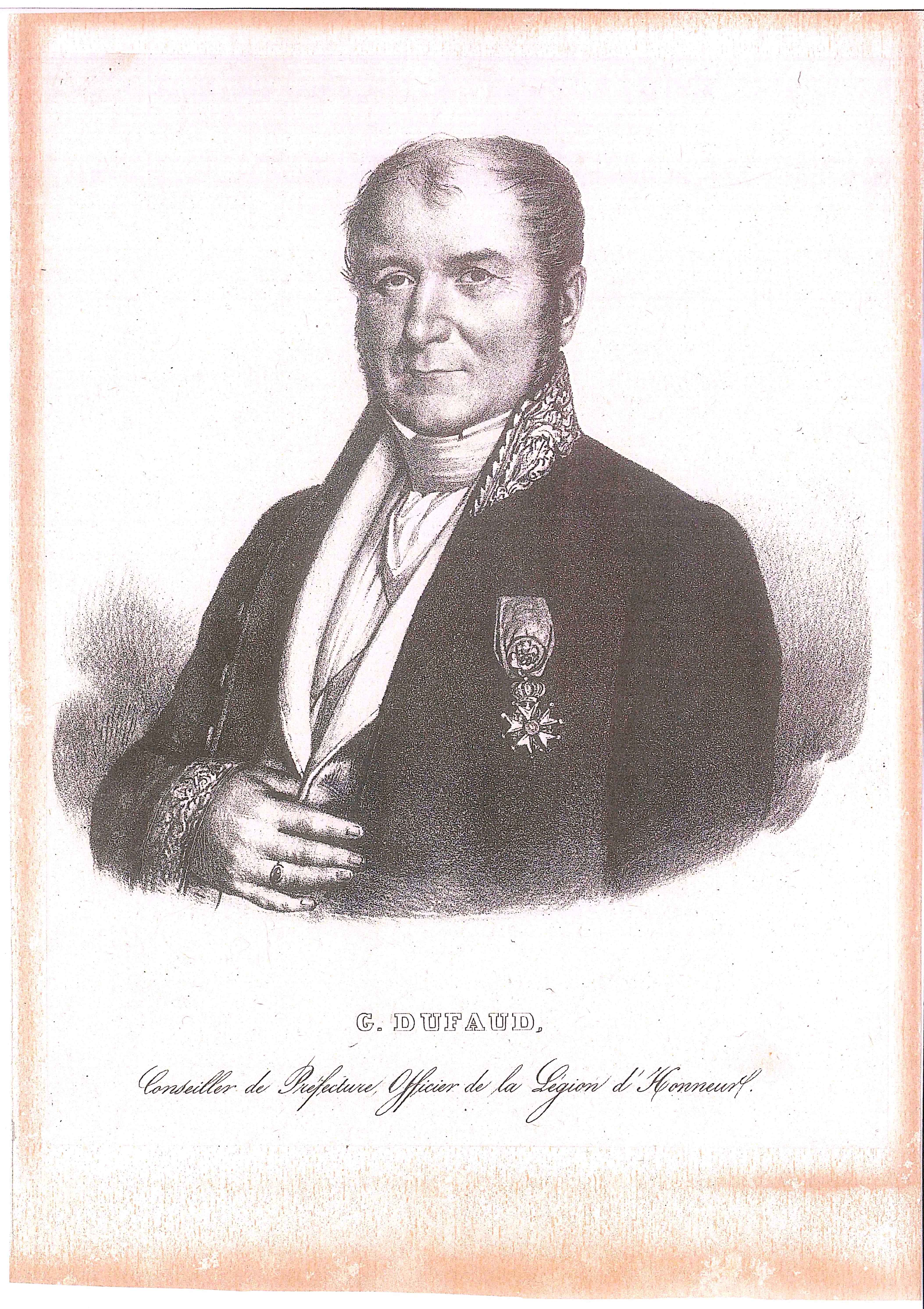
Gravure vers 1830 (coll. Imhaus).

Fils d'Ange-Laurent Dufaud, maître de forges, il passe son enfance dans la ville de Beaumont-la-Ferrière près de Guérigny dans la Nièvre. Il est le beau-père d'Émile Martin et grand-père de Pierre-Émile Martin.
- 1794 : diplômé de la première promotion de l’École polytechnique.

Georges Dufaud s'intéressera très tôt aux méthodes de l'industrie métallurgique anglaise et particulièrement galloise. Il séjournera à maintes reprises chez les Crawshay maîtres de forges à Cyfarthfa au Pays de Galles (cf. infra).
- 1819 : il rencontre les frères Guillaume et Jean-Louis Boigues, hommes d'affaires et propriétaires de forges éparpillées sur de multiples sites dans le val d'Aubois. Georges Dufaud leur propose, dans le cadre d'une association en affaires, de les regrouper en aménageant le site de Fourchambault.

Situé en aval de la confluence Loire et Allier, le site peut être approvisionné à la fois en minerai de fer venant du Bourbonnais  par l'Allier et en charbon depuis Decize par la Loire.
- 1821 : Début de la construction de l'usine.
- 1822 : Ouverture de l'usine.

Fourchambault s'affirmera comme l'un des plus importants sites de production du pays et pièce maîtresse de la révolution industrielle du Second Empire, principalement dans les domaines de l'armement et de la construction de ponts et viaducs pour l'industrie ferroviaire naissante.
Dans l'usine de Fourchambault, 4 000 ouvriers produisent chaque jour 6 tonnes de fer. L'usine de Fourchambault produit les éléments des ponts métalliques (chemin de fer de Nevers, Saint-Germain-des-Fossés, Orléans, et plus tardivement certains éléments de la Tour Eiffel.
- 1838 : Georges Dufaud confie la direction de l'usine à son fils Achille et à son gendre Émile Martin mais reste attaché comme ingénieur-conseil à la société qu'il a fondée.

Sa fille, Louise Dufaud (née en 1802), épouse en 1818 George Crawshay (1794-1873), frère de William Crawshay II (en) et petit-fils de Richard Crawshay.